# Butenafin
A butenafin dermatofitonok(en) (pl. Trichophyton mentagrophytes(en), Trichophyton rubrum(en), Epidermophyton floccosum(en)) okozta gombás bőrfertőzések helyi kezelésére szolgáló gyógyszer. Leggyakrabban láb- és lágyéktáji fertőzésekre alkalmazzák. Nem alkalmas a köröm gombái ellen.

## Hatásmód
Gátolja az ergoszterol(en) bioszintézisét a szkvalén epoxidáz(en) enzim gátlásával. A sejthalál oka valószínűleg inkább a felhalmozódó szkvalén(en) következménye, mint a gomba sejtmembránja számára nélkülözhetetlen ergoszterol hiánya.

## Alkalmazás
Krém formájában, naponta egyszer, a tünetek enyhülése után még legalább egy hétig, ellenkező esetben a fertőzés kiújulhat. Ha négy hét után sem enyhülnek a panaszok, a diagnózis felülvizsgálata szükséges.
Szembe jutását, nyálkahártyával vagy nyílt sérülésekkel való érintkezését kerülni kell.
A mellékhatások ritkák és helyiek (gyulladás, viszketés). A szer szisztémásan minimálisan szívódik fel, ezért alig toxikus, de tapasztalatok hiányában ellenjavallt terhesség és szoptatás alatt, bár az állatkísérletek nem mutattak káros hatást. A szer ellenjavallt 12 éves kor alatt, ugyancsak a tapasztalatok hiánya miatt.
Csak vényre adható.

## Készítmények
Nemzetközi forgalomban:
- Buticrem
- Butop
- Derfina
- Dermacom
- Dr. Scholl's Athlete's Foot Cream
- Fintop
- Lexoderil
- Lotrimin Ultra
- Mentax
- Mentax-TC
- Zaxem

Magyarországon nincs forgalomban.